# Rifugio Miryam
Il rifugio Miryam è un rifugio alpino situato in val Vannino, valle laterale della alta val Formazza, nella provincia del Verbano-Cusio-Ossola, a 2.050 m s.l.m. Amministrativamente appartiene al territorio del comune di Formazza, dal cui centro comunale dista circa 2,5 km in linea d'aria.

## Storia
Si tratta di una struttura in pietra, che fu edificata contemporaneamente ai lavori di realizzazione della diga di contenimento denominata "Polmone" (oggi dismessa) e della condotta forzata, come casa per i lavoratori della società Edison e del guardiano della diga. Fu successivamente ceduta alle ACLI nel 1954 e poi ristrutturata negli anni settanta e novanta.

## Caratteristiche e informazioni
Il rifugio dispone di 49 posti letto. È dotato di acqua corrente anche in inverno (parziali interruzioni sono possibili nei periodi più freddi quando l'acqua corrente potrebbe essere sostituita da taniche rubinetto per proteggere le tubature), docce calde e impianto di riscaldamento elettrico; un impianto a pannelli solari, in funzione dagli anni ottanta, contribuisce alla produzione di acqua calda.
È aperto tutto l'anno fatta eccezione per maggio e novembre.

## Accessi
Il rifugio è raggiungibile a piedi partendo da Ponte Formazza. Da qui, ci si può portare in quota mediante la seggiovia Sagersboden, oppure seguire il tracciato di una pista da sci che scende dall'arrivo della seggiovia al paese. Dall'arrivo della seggiovia si segue una pista agro-silvo-pastorale che conduce al rifugio.

## Ascensioni
- Monte Giove
- Punte della Scatta
- Monte Minoia
- Punte di Curzalma
- Punte del Forno
- Punta Vannino
- Punta d'Arbola
- Corni di Nefelgiu

## Traversate
- Rifugio Margaroli (45')
- Castiglioni e Città di Sesto per la "Scatta Minoia" (4h 30') o per il "Passo Busin" e la "Bocchetta di Valle" (5h)
- Rifugio Città di Busto per il "passo del Vannino" (4h)
- Mores e Somma Lombardo per il passo del Vannino (3h 30')
- Claudio e Bruno e 3A per il passo del Vannino (3h 30'-4h)

## Altre attività
Intorno al rifugio sono presenti diversi siti d'arrampicata: Sasso scuola, Rocciodromo, Castello, Parete delle farfalle, Clogstafel, con quasi 100 itinerari complessivi di grado di difficoltà variabile tra 4a ed 8b (scala francese).